# Canton de Brienon-sur-Armançon
Le canton de Brienon-sur-Armançon est une circonscription électorale française du département de l'Yonne.

## Histoire
- De 1833 à 1848, les cantons de Brienon et de Cerisiers avaient le même conseiller général. Le nombre de conseillers généraux était limité à 30 par département[2].

- Le canton s'appelait Brienon-l'Archevêque au XIXe siècle.
- À la suite du redécoupage cantonal de 2014, les limites territoriales du canton sont remaniées. Le nombre de communes du canton passe de 10 à 36.

## Représentation

### Conseillers d'arrondissement (de 1833 à 1940)
Le canton de Brienon appartenait à l'arrondissement de Joigny jusqu'à sa disparition en 1926.
| Période                                  | Période | Identité                                | Étiquette               | Qualité |
| ---------------------------------------- | ------- | --------------------------------------- | ----------------------- | --- |
| 1833                                     | 1848    | Pierre Fernel-Descrantins (1778-1849)   |                         | Marchand de bois, ancien receveur des contributions, Brienon-l'Archevêque                                                                      |
| 1848                                     | 1852    | Victor Silvestre Molleveaux (1805-1864) |                         | Docteur en médecine, maire de Chailley |
| 1852                                     | 1870    | Louis Raphaël Moreau fils (1813-1899)   |                         | Négociant à Brienon |
| 1870                                     | 1874    | Louis Augustin Théodore Martin          |                         | Maire de Venizy |
| 1874                                     | 1880    | Pierre-Jacques Bridier (1813-1904)      |                         | Menuisier, propriétaire, maire de Brienon |
| 1880                                     | 1886    | Hippolyte Delécolle (1825-1894)         |                         | Libraire à Joigny Elu en 1886 dans le Canton de Joigny                                                                                         |
| 1886                                     | 1892    | Louis Henri Isidore Grand               |                         | Vétérinaire à Brienon |
| 1892                                     | 1904    | Joseph Marie Arsène Truchy (1857-1943)  |                         | Médecin à Brienon |
| 1904                                     | 1907    | Eugène Gouffier                         | Radical                 | Propriétaire à Brienon |
| 1907                                     | 1910    | Clovis Sallot (1853-1918)               |                         | Cultivateur, maire de Venizy |
| 1910                                     | 1919    | Jules Chauvisé (1871-1953)              | Radical puis Socialiste | Rédacteur principal à la Préfecture de la Seine, adjoint au maire de Brienon, puis Directeur technique de la Manufacture de Sèvres (1911-1922) |
| 1919                                     | 1940    | Émile Naux (1879-1961)                  |                         | Agriculteur à Bligny, Brienon-sur-Armançon |
| 1940                                     |         |                                         |                         | Les conseils d'arrondissement ont été suspendus par la loi du 12 octobre 1940 et n'ont jamais été réactivés                                    |
| Les données manquantes sont à compléter. |         |                                         |                         | |

### Conseillers généraux de 1833 à 2015
| Période | Période                   | Identité                                    | Étiquette       | Qualité                                                                                                |
| ------- | ------------------------- | ------------------------------------------- | --------------- | --- |
| 1833    | 1848                      | Louis Vulfranc Vérollot                     | Conservateur    | Marchand de bois Maire de Brienon-sur-Armançon Député (1831-1834)                                      |
| 1848    | 1852                      | Hippolyte Edme Lelorrain                    |                 | Notaire à Bussy-en-Othe                                                                                |
| 1852    | 1861                      | Louis Pierre François Simonneau (1814-1873) |                 | Commissaire de police Greffier en chef du tribunal civil d'Auxerre Juge de paix à Brienon-sur-Armançon |
| 1861    | 1864                      | Jean-Baptiste Guillot (1815-1889)           |                 | Marchand de bois, propriétaire à Brienon-sur-Armançon                                                  |
| 1864    | 1881 (décès)              | Charles Durand-Désormeaux                   | Républicain     | Magistrat, Conseiller d'État, propriétaire à Brienon-sur-Armançon                                      |
| 1883    | 1907                      | Henri Loup                                  | Rad.            | Propriétaire agriculteur Maire de Bussy-en-Othe (1872-....) Député (1892-1919)                         |
| 1907    | 1913                      | Eugène Gouffier                             | Rad.            | Propriétaire Maire de Brienon-sur-Armançon (1908-1913), conseiller d'arrondissement                    |
| 1913    | 1919                      | Paul Coq                                    | Républicain     | Directeur de l'Hôtel-Dieu de Paris                                                                     |
| 1919    | 1925                      | Émile Drominy (1857-1929)                   | Rad.            | Directeur d'école Maire de Brienon-sur-Armançon (1913-1929)                                            |
| 1925    | 1941 (démission d'office) | Charles Védèrine (1888-1947)                | SFIO            | Agent immobilier Conseiller municipal de Joigny Révoqué par le Gouvernement de Vichy                   |
|         |                           |                                             |                 | |
| 1943    | 1945                      | André Gibault (1901-1977)                   | DVG             | Entrepreneur de menuiserie Maire de Brienon-sur-Armançon Nommé conseiller départemental en 1943        |
|         |                           |                                             |                 | |
| 1945    | 1951                      | Raoul Dubois                                | UDSR puis RGRIF | Agriculteur Maire de Turny (1945-1983)                                                                 |
| 1951    | 1976                      | André Gibault                               | DVG             | Entrepreneur en menuiserie Maire de Brienon-sur-Armançon (1938-1976)                                   |
| 1976    | 1982                      | Robert Renvoisé (1921-1998)                 | PS              | Instituteur, directeur d'école à Brienon-sur-Armançon                                                  |
| 1982    | 1994                      | Louis Vincent                               | SE              | Éleveur Maire de Brienon-sur-Armançon (1976-1989)                                                      |
| 1994    | 2008                      | Gérard Bourgoin                             | CNIP            | Chef d'entreprise, vice-président de l'AJ Auxerre, maire de Chailley (1983-2014)                       |
| 2008    | 2015                      | Jean-Claude Carra                           | DVD             | Cadre supérieur Maire de Brienon-sur-Armançon (depuis 2004)                                            |

### Représentation depuis 2015
| Période élective | Période élective | Mandat | Mandat   | Identité         | Nuance | Nuance | Qualité |
| ---------------- | ---------------- | ------ | -------- | ---------------- | ------ | ------ | --- |
| 2015             | 2021             | 2015   | 2021     | Jean Marchand    |        | LR     | Ancien directeur d'école à Cerisiers Ancien conseiller général du canton de Cerisiers (2004-2015) 5ème Vice-Président du Conseil départemental |
| 2015             | 2021             | 2015   | 2021     | Catherine Maudet |        | UDI    | Intervenante en droit public, Chigy |
| 2021             | 2028             | 2021   | en cours | Jérôme Delavault |        | DVD    | Chef d'entreprise, maire délégué de Bligny-en-Othe, commune de Brienon-sur-Armançon                                                            |
| 2021             | 2028             | 2021   | en cours | Catherine Maudet |        | UDI    | Conseillère sortante, 8ème vice-présidente du conseil départemental, chargée des personnes handicapées et des violences faites aux femmes.     |

### Résultats détaillés

#### Élections de mars 2015
À l'issue du 1er tour des élections départementales de 2015, deux binômes sont en ballottage : Claude Dassié et Monique Fernandez (FN, 36,04 %) et Jean Marchand et Catherine Maudet (Union de la Droite, 30,49 %). Le taux de participation est de 51,6 % (6 376 votants sur 12 356 inscrits) contre 51,97 % au niveau départemental et 50,17 % au niveau national.
Au second tour, Jean Marchand et Catherine Maudet (Union de la Droite) sont élus avec 57,64 % des suffrages exprimés et un taux de participation de 52,08 % (3 448 voix pour 6 435 votants et 12 356 inscrits).

#### Élections de juin 2021
Le premier tour des élections départementales de 2021 est marqué par un très faible taux de participation (33,26 % au niveau national). Dans le canton de Brienon-sur-Armançon, ce taux de participation est de 34,43 % (4 194 votants sur 12 182 inscrits) contre 35,12 % au niveau départemental. À l'issue de ce premier tour, deux binômes sont en ballottage : Jérôme Delavault et Catherine Maudet (Union au centre, 45,7 %) et Jean-François Oliver et Henriette Picasse (RN, 35,44 %).
Le second tour des élections est marqué une nouvelle fois par une abstention massive équivalente au premier tour. Les taux de participation sont de 34,36 % au niveau national, 36,29 % dans le département et 34,87 % dans le canton de Brienon-sur-Armançon. Jérôme Delavault et Catherine Maudet (Union au centre) sont élus avec 61,8 % des suffrages exprimés (2 456 voix pour 4 245 votants et 12 173 inscrits),,. 

## Composition

### Composition avant 2015
Le canton de Brienon-sur-Armançon, d'une superficie de 235 km2, était composé de dix communes.
| Nom                              | Code Insee | Codepostal | Superficie (km2) | Population (dernière pop. légale) | Densité (hab./km2) |
| -------------------------------- | ---------- | ---------- | ---------------- | --------------------------------- | ------------------ |
| Brienon-sur-Armançon (chef-lieu) | 89055      | 89210      | 25,87            | 3 138 (2012)                      | 121                |
| Bellechaume                      | 89035      | 89210      | 24,51            | 434 (2012)                        | 18                 |
| Bussy-en-Othe                    | 89059      | 89400      | 56,50            | 751 (2012)                        | 13                 |
| Chailley                         | 89069      | 89770      | 16,51            | 559 (2012)                        | 34                 |
| Champlost                        | 89076      | 89210      | 22,94            | 808 (2012)                        | 35                 |
| Esnon                            | 89156      | 89210      | 12,05            | 397 (2012)                        | 33                 |
| Mercy                            | 89249      | 89210      | 2,66             | 81 (2012)                         | 30                 |
| Paroy-en-Othe                    | 89288      | 89210      | 5,32             | 206 (2012)                        | 39                 |
| Turny                            | 89425      | 89570      | 24,87            | 717 (2012)                        | 29                 |
| Venizy                           | 89436      | 89210      | 43,68            | 918 (2012)                        | 21                 |

### Composition depuis 2015
Lors du redécoupage de 2014, le canton comprenait trente-six communes entières.
À la suite de la création de la commune nouvelle des Vallées de la Vanne au 1er janvier 2016, par regroupement entre Chigy, Theil-sur-Vanne et Vareilles, le canton comprend désormais trente-quatre communes entières.
| Nom                                          | Code Insee | Intercommunalité                 | Superficie (km2) | Population (dernière pop. légale) | Densité (hab./km2) | Modifier                                    |
| -------------------------------------------- | ---------- | -------------------------------- | ---------------- | --------------------------------- | ------------------ | ------------------------------------------- |
| Brienon-sur-Armançon (bureau centralisateur) | 89055      | CC Serein et Armance             | 25,87            | 3 060 (2022)                      | 118                | modifier les données · modifier les données |
| Arces-Dilo                                   | 89014      | CC de la Vanne et du Pays d'Othe | 27,02            | 612 (2022)                        | 23                 | modifier les données · modifier les données |
| Bagneaux                                     | 89027      | CC de la Vanne et du Pays d'Othe | 16,24            | 201 (2022)                        | 12                 | modifier les données · modifier les données |
| Bellechaume                                  | 89035      | CC Serein et Armance             | 24,51            | 437 (2022)                        | 18                 | modifier les données · modifier les données |
| Bœurs-en-Othe                                | 89048      | CC de la Vanne et du Pays d'Othe | 22,30            | 337 (2022)                        | 15                 | modifier les données · modifier les données |
| Cérilly                                      | 89065      | CC de la Vanne et du Pays d'Othe | 7,29             | 50 (2022)                         | 6,9                | modifier les données · modifier les données |
| Cerisiers                                    | 89066      | CC de la Vanne et du Pays d'Othe | 25,78            | 1 002 (2022)                      | 39                 | modifier les données · modifier les données |
| Champlost                                    | 89076      | CC Serein et Armance             | 22,94            | 779 (2022)                        | 34                 | modifier les données · modifier les données |
| Les Clérimois                                | 89111      | CC de la Vanne et du Pays d'Othe | 12,61            | 298 (2022)                        | 24                 | modifier les données · modifier les données |
| Coulours                                     | 89120      | CC de la Vanne et du Pays d'Othe | 17,40            | 140 (2022)                        | 8,0                | modifier les données · modifier les données |
| Courgenay                                    | 89122      | CC de la Vanne et du Pays d'Othe | 29,87            | 565 (2022)                        | 19                 | modifier les données · modifier les données |
| Esnon                                        | 89156      | CC Serein et Armance             | 12,05            | 386 (2022)                        | 32                 | modifier les données · modifier les données |
| Flacy                                        | 89165      | CC de la Vanne et du Pays d'Othe | 12,50            | 122 (2022)                        | 9,8                | modifier les données · modifier les données |
| Foissy-sur-Vanne                             | 89171      | CC de la Vanne et du Pays d'Othe | 15,75            | 286 (2022)                        | 18                 | modifier les données · modifier les données |
| Fontaine-la-Gaillarde                        | 89172      | CA du Grand Sénonais             | 10,61            | 518 (2022)                        | 49                 | modifier les données · modifier les données |
| Fournaudin                                   | 89181      | CC de la Vanne et du Pays d'Othe | 9,16             | 130 (2022)                        | 14                 | modifier les données · modifier les données |
| Lailly                                       | 89214      | CC de la Vanne et du Pays d'Othe | 22,48            | 202 (2022)                        | 9,0                | modifier les données · modifier les données |
| Malay-le-Petit                               | 89240      | CA du Grand Sénonais             | 11,04            | 310 (2022)                        | 28                 | modifier les données · modifier les données |
| Mercy                                        | 89249      | CC Serein et Armance             | 2,66             | 77 (2022)                         | 29                 | modifier les données · modifier les données |
| Molinons                                     | 89261      | CC de la Vanne et du Pays d'Othe | 11,97            | 272 (2022)                        | 23                 | modifier les données · modifier les données |
| Noé                                          | 89278      | CA du Grand Sénonais             | 8,55             | 563 (2022)                        | 66                 | modifier les données · modifier les données |
| Paroy-en-Othe                                | 89288      | CC Serein et Armance             | 5,32             | 154 (2022)                        | 29                 | modifier les données · modifier les données |
| Pont-sur-Vanne                               | 89308      | CC de la Vanne et du Pays d'Othe | 10,47            | 205 (2022)                        | 20                 | modifier les données · modifier les données |
| La Postolle                                  | 89310      | CC de la Vanne et du Pays d'Othe | 11,59            | 152 (2022)                        | 13                 | modifier les données · modifier les données |
| Saint-Maurice-aux-Riches-Hommes              | 89359      | CC de la Vanne et du Pays d'Othe | 33,17            | 408 (2022)                        | 12                 | modifier les données · modifier les données |
| Saligny                                      | 89373      | CA du Grand Sénonais             | 9,99             | 658 (2022)                        | 66                 | modifier les données · modifier les données |
| Les Sièges                                   | 89395      | CC de la Vanne et du Pays d'Othe | 23,59            | 427 (2022)                        | 18                 | modifier les données · modifier les données |
| Les Vallées de la Vanne                      | 89411      | CC de la Vanne et du Pays d'Othe | 33,72            | 1 012 (2022)                      | 30                 | modifier les données · modifier les données |
| Vaudeurs                                     | 89432      | CC de la Vanne et du Pays d'Othe | 27,45            | 471 (2022)                        | 17                 | modifier les données · modifier les données |
| Vaumort                                      | 89434      | CC de la Vanne et du Pays d'Othe | 14,52            | 345 (2022)                        | 24                 | modifier les données · modifier les données |
| Venizy                                       | 89436      | CC Serein et Armance             | 43,68            | 846 (2022)                        | 19                 | modifier les données · modifier les données |
| Villechétive                                 | 89451      | CC de la Vanne et du Pays d'Othe | 9,42             | 261 (2022)                        | 28                 | modifier les données · modifier les données |
| Villeneuve-l'Archevêque                      | 89461      | CC de la Vanne et du Pays d'Othe | 6,89             | 1 111 (2022)                      | 161                | modifier les données · modifier les données |
| Villiers-Louis                               | 89471      | CA du Grand Sénonais             | 11,07            | 463 (2022)                        | 42                 | modifier les données · modifier les données |
| Canton de Brienon-sur-Armançon               | 8906       |                                  | 589,48           | 16 860 (2022)                     | 29                 | modifier les données                        |

## Démographie

### Démographie avant 2015

#### Évolution démographique
| 1962  | 1968  | 1975  | 1982  | 1990  | 1999  | 2006  | 2011  | 2012  |
| ----- | ----- | ----- | ----- | ----- | ----- | ----- | ----- | ----- |
| 6 644 | 6 449 | 6 888 | 7 152 | 7 349 | 7 896 | 8 015 | 8 022 | 8 009 |

### Âge de la population
La pyramide des âges, à savoir la répartition par sexe et âge de la population, du canton de Brienon-sur-Armançon en 2009 ainsi que, comparativement, celle du département de l'Yonne la même année sont représentées avec les graphiques ci-dessous.
La population du canton comporte 49 % d'hommes et 51 % de femmes. Elle présente en 2009 une structure par grands groupes d'âge similaire à celle de la France métropolitaine. 
Il existe en effet 99 jeunes de moins de 20 ans pour cent personnes de plus de 60 ans, alors que pour la France l'indice de jeunesse, qui est égal à la division de la part des moins de 20 ans par la part des plus de 60 ans, est de 1,06. L'indice de jeunesse du canton est par contre supérieur à celui  du département (0,87) et à celui de la région (0,84).
| Hommes | Classe d’âge | Femmes |
| ------ | ------------ | ------ |
| 0,5    | 90 ans ou +  | 1,6    |
| 7,4    | 75 à 89 ans  | 11,3   |
| 14,2   | 60 à 74 ans  | 14,2   |
| 21,9   | 45 à 59 ans  | 19,7   |
| 20,4   | 30 à 44 ans  | 19,2   |
| 16,6   | 15 à 29 ans  | 15,2   |
| 18,9   | 0 à 14 ans   | 18,9   |

| Hommes | Classe d’âge | Femmes |
| ------ | ------------ | ------ |
| 0,5    | 90 ans ou +  | 1,4    |
| 7,9    | 75 à 89 ans  | 11,9   |
| 15,5   | 60 à 74 ans  | 15,6   |
| 21,5   | 45 à 59 ans  | 20,7   |
| 19,3   | 30 à 44 ans  | 18,4   |
| 16,3   | 15 à 29 ans  | 15,1   |
| 19,0   | 0 à 14 ans   | 16,9   |

### Démographie depuis 2015
En 2022, le canton comptait 16 860 habitants, en évolution de −2,07 % par rapport à 2016 (Yonne : −1,95 %, France hors Mayotte : +2,11 %).
| 2013   | 2018   | 2022   |
| ------ | ------ | ------ |
| 17 197 | 17 066 | 16 860 |